# Edda

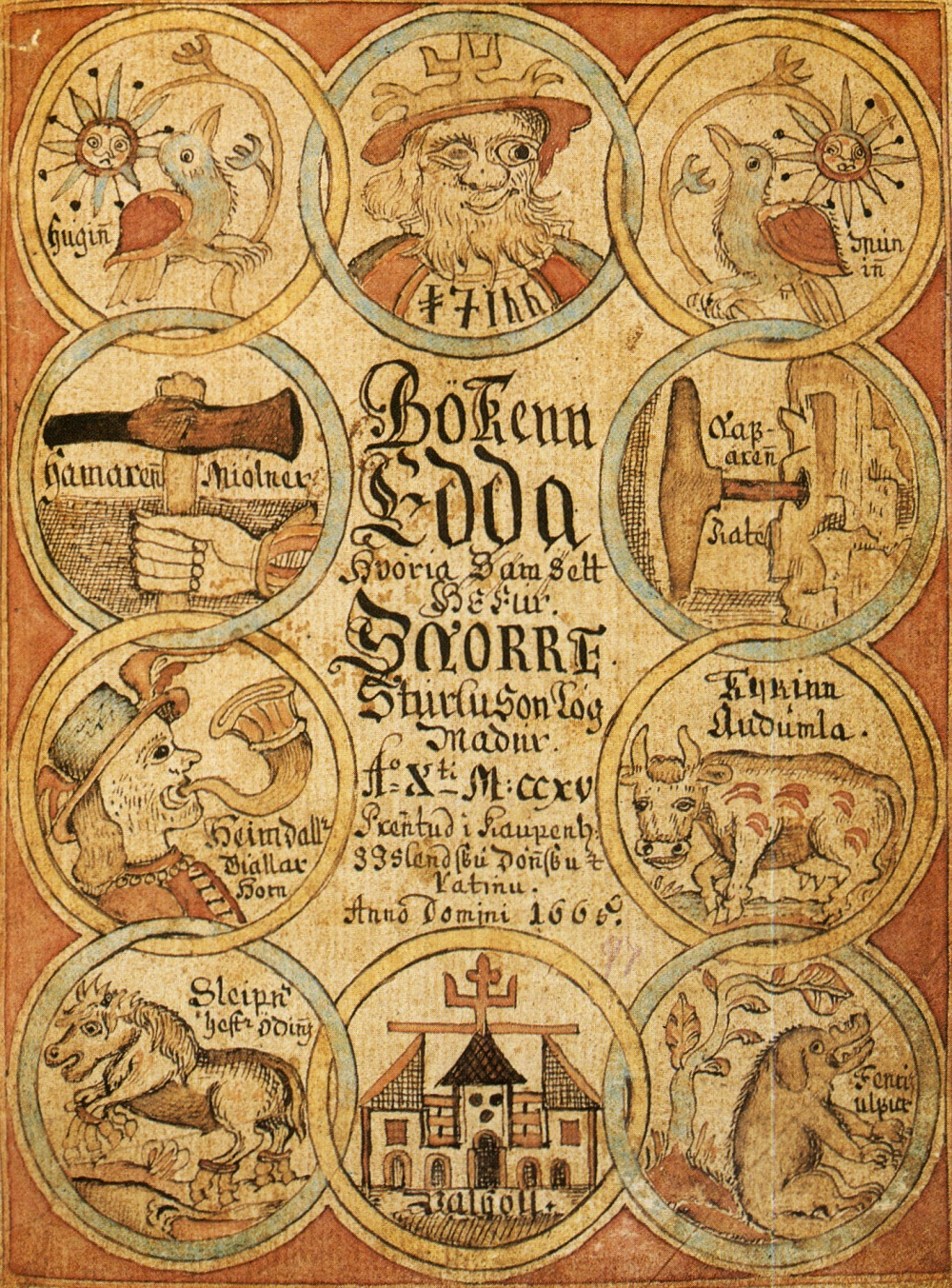
Úvodní stránka Poetické Eddy s ilustracemi z 18. století

Poetická a Prozaická Edda jsou dvě sbírky islandských epických písní s námětem severské mytologie. Slovo edda poprvé použil Snorri Sturluson pro název své knihy. Edda znamená islandsky prababička a mohlo být použito s významem jako prazáklad skaldské poezie. Další význam slova edda může být ve zkomolenině jména Oddi, dvorce, kde Snorri vyrůstal a získal vzdělání.
Pro poezii obou Edd jsou typické kenningy a aliterační verše.

## Poetická Edda
Hlavní článek: Poetická Edda
(též Starší nebo Saemundova Edda). Obsáhlá sbírka mytologických a hrdinských písní. Autorství (původně připisované Saemundovi Moudrému), ani doba vzniku není známa. Některé písně byly pravděpodobně zapsány již ve 12. století, ale nejstarším zápisem, o němž víme s jistotou, jsou citace z dvacátých let 13. století ve Snorriho Eddě.

Na otázku, kdy a kde eddické písně vznikaly v ústní podobě, lze odpovědět, že jejich jádro vznikalo ve Skandinávii v 9. a 10. století a že Islanďané si toto jádro přivezli z Norska a dál je pěstovali a rozšiřovali.

## Prozaická Edda
Hlavní článek: Prozaická Edda
(též Mladší neboli Snorriho Edda), napsaná okolo roku 1220. Jejím autorem je Snorri Sturluson a své dílo pojal jako učebnici poezie pro nastávající skaldy. Na vlastních básních i básních starších skaldů vysvětluje jejich metriku. Zároveň je jeho dílo bohatým pramenem germánské mytologie a kosmogonie. Jeho dílo (na rozdíl od Poetické Eddy) na Islandu nikdy neupadlo v zapomnění.

### Úryvek
Slavný syn Země

se saní dštící

přichází se bít,

bojovník bez hany.

Muži v děsu

domovy opouštějí,

v hněvu když udeří

ochránce Midgardu.

Země tone v moři,

tmí se slunce,

z nebe se tratí

třpytné hvězdy,

plameny šlehají,

páry se valí,

žár ohně stoupá

k samému nebi.